# Junior Coaster
De Junior Coaster is een standaard achtbaanmodel waarvan verschillende varianten bestaan. Het betreft een model van stalen achtbanen die gemaakt worden door de Nederlandse achtbaan- en attractiebouwer Vekoma. Zoals de naam doet vermoeden zijn het eerder achtbanen voor kinderen. Junior Coasters maken geen inversies en maken gebruik van treinen voorzien van een heupbeugel. De oorspronkelijke treinen bij dit model zijn vormgegeven als rolschaatsen.
De Junior Coaster maakt gebruik van een bandenoptakeling, wat wil zeggen dat ronddraaiende banden de trein omhoog duwen op de lifthelling.

## Versies

### 85m (small)
De kleinste versie van de Junior Coaster is 85 meter lang (baanlengte) en kan ongeveer 670 personen per uur verwerken. Van de kleinste versie zijn begin jaren '90 twee banen gebouwd, die tot heden (december 2015) nog steeds in werking zijn. Op de small-versie wordt gereden met één trein van 5 wagons lang waarin naast elkaar 2 personen kunnen plaatsnemen.

### 207m (medium)
De middelgrote baan is de best verkochte van de vaste modellen. De medium-variant is 207 meter lang, 8,5 meter hoog en haalt een maximale snelheid van 34,9 kilometer per uur. Een ritje duurt ongeveer 44 seconden. Deze baan per uur ongeveer 780 personen verwerken. Op de baan rijdt één trein met 8 wagons waarin elk twee mensen naast elkaar kunnen plaatsnemen.

### 335m (large)
Op de grootste van de drie versies rijden treinen van hetzij 8, hetzij 10 wagons lang: de standaardtrein is 8 wagons lang; Vekoma biedt hier een alternatief met een trein van 10 wagons lang die is vormgegeven als een mijntreintje (al kan de lengte hierbij variëren). Er zijn banen bekend die met twee treinen werken, maar dit is niet de grote meerderheid. Deze grootste variant is 335 meter lang, 13 meter hoog en haalt een snelheid van 45,9 kilometer per uur. Een ritje duurt ongeveer één minuut en zes seconden.

### Custom
Zoals bij nog wel wat andere achtbanen die in verschillende standaardmaten te verkrijgen zijn, worden er van de Junior Coaster ook custom banen gebouwd; dit wil zeggen dat het park zelf de technische eigenschappen zoals baanlengte, hoogte, maximale snelheid, ... kan kiezen in samenspraak met de bouwer. Opvallend genoeg zijn er (anno december 2015) méér custombanen verkocht dan van een vast model (huidige cijfers: custom: 29, medium: 27 en large: 23).

## Voorbeelden in België en Nederland
- Large:
  - Mine Train in  Attractiepark Slagharen
  - K3 Roller Skater in  Plopsaland De Panne

- Custom:
  - Oki Doki in  Bobbejaanland
  - Rioolrat in  Avonturenpark Hellendoorn
  - Toos-Express in  Attractiepark Toverland
  - African Thunder Coaster in  Fun World